# 白石岩站
白石岩站（站牌彝文写作ꀙꏃꑸ/bit shyp yiep）是一个成昆铁路上的铁路车站，位于四川省凉山彝族自治州越西县乃托镇瓦曲组，建于1970年，目前为四等站，邮政编码为616652。目前客运：办理旅客乘降；不办理行李、包裹托运；货运：办理整车货物发到；不办理危险货物发到。本站位于乃托展线中层。

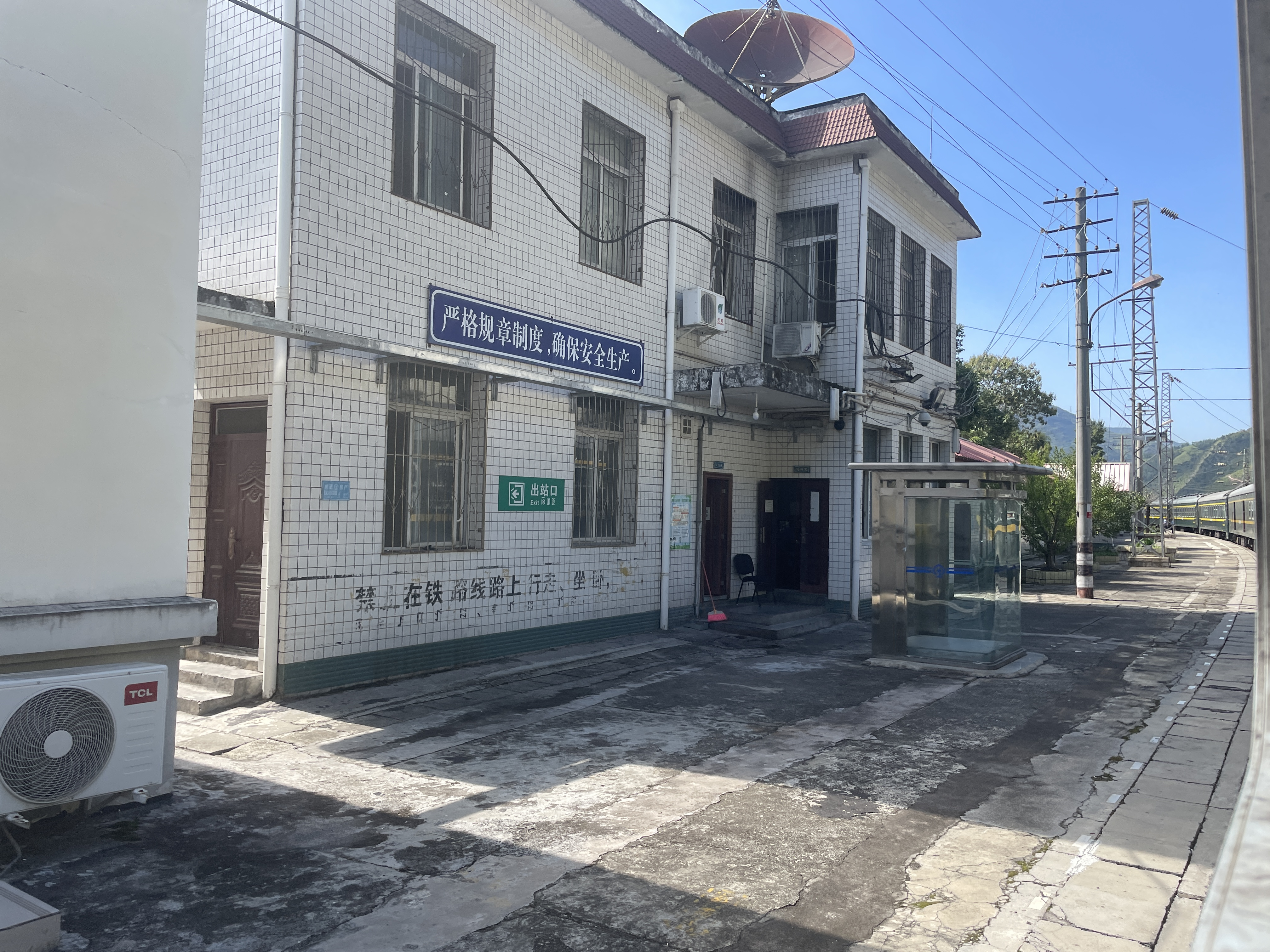
车站行车室
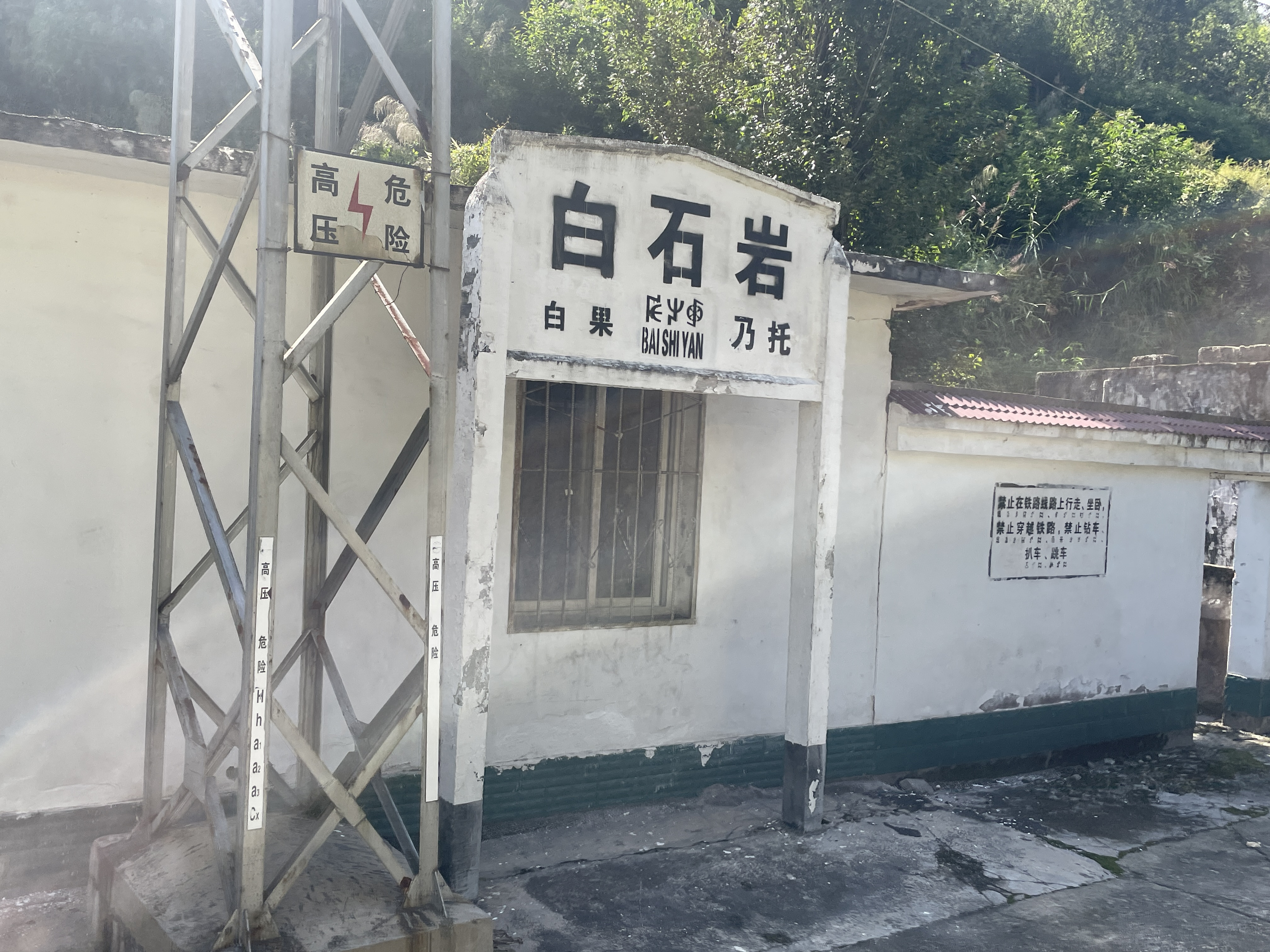
站牌
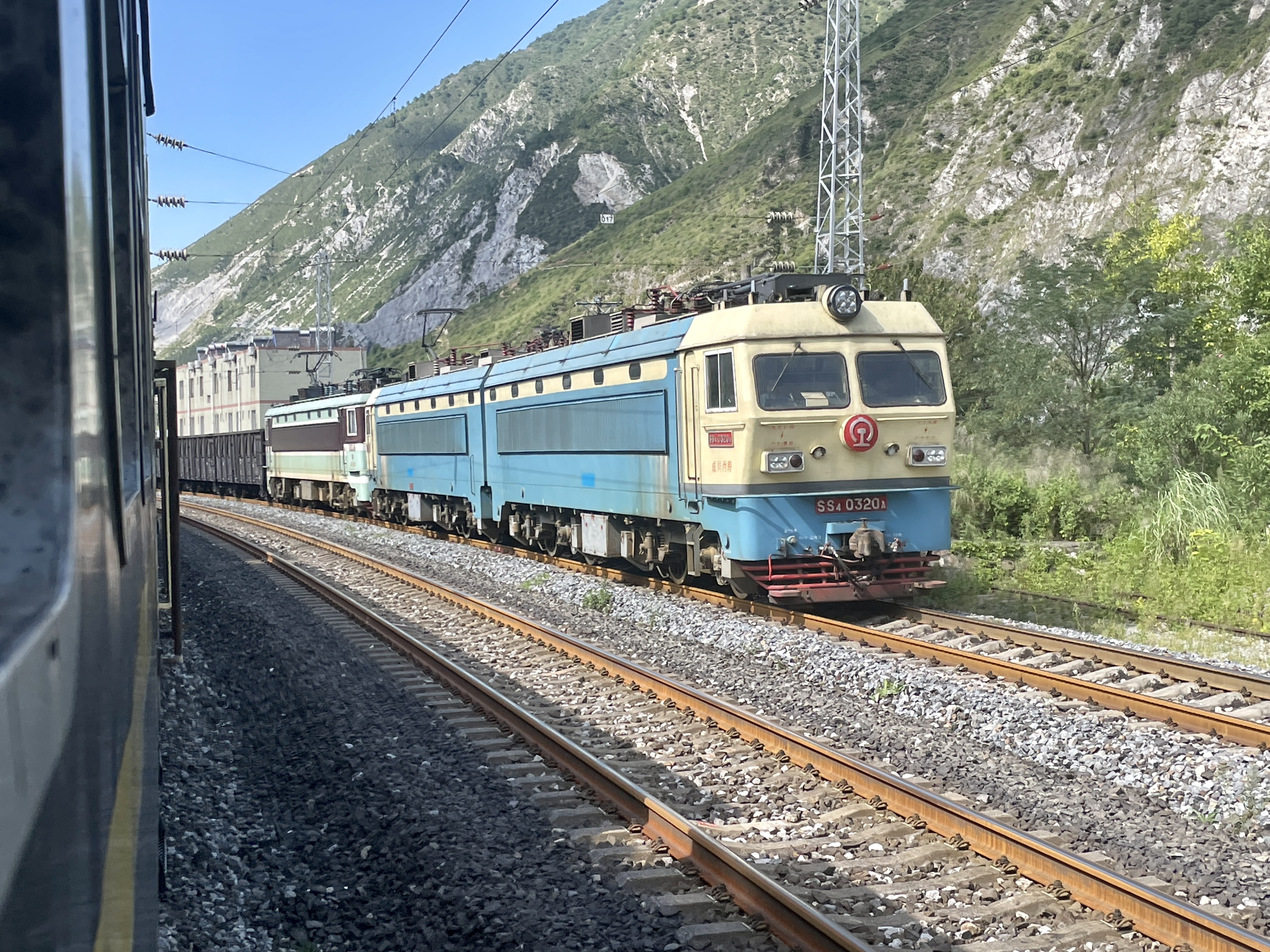
韶山4型電力機車于站内
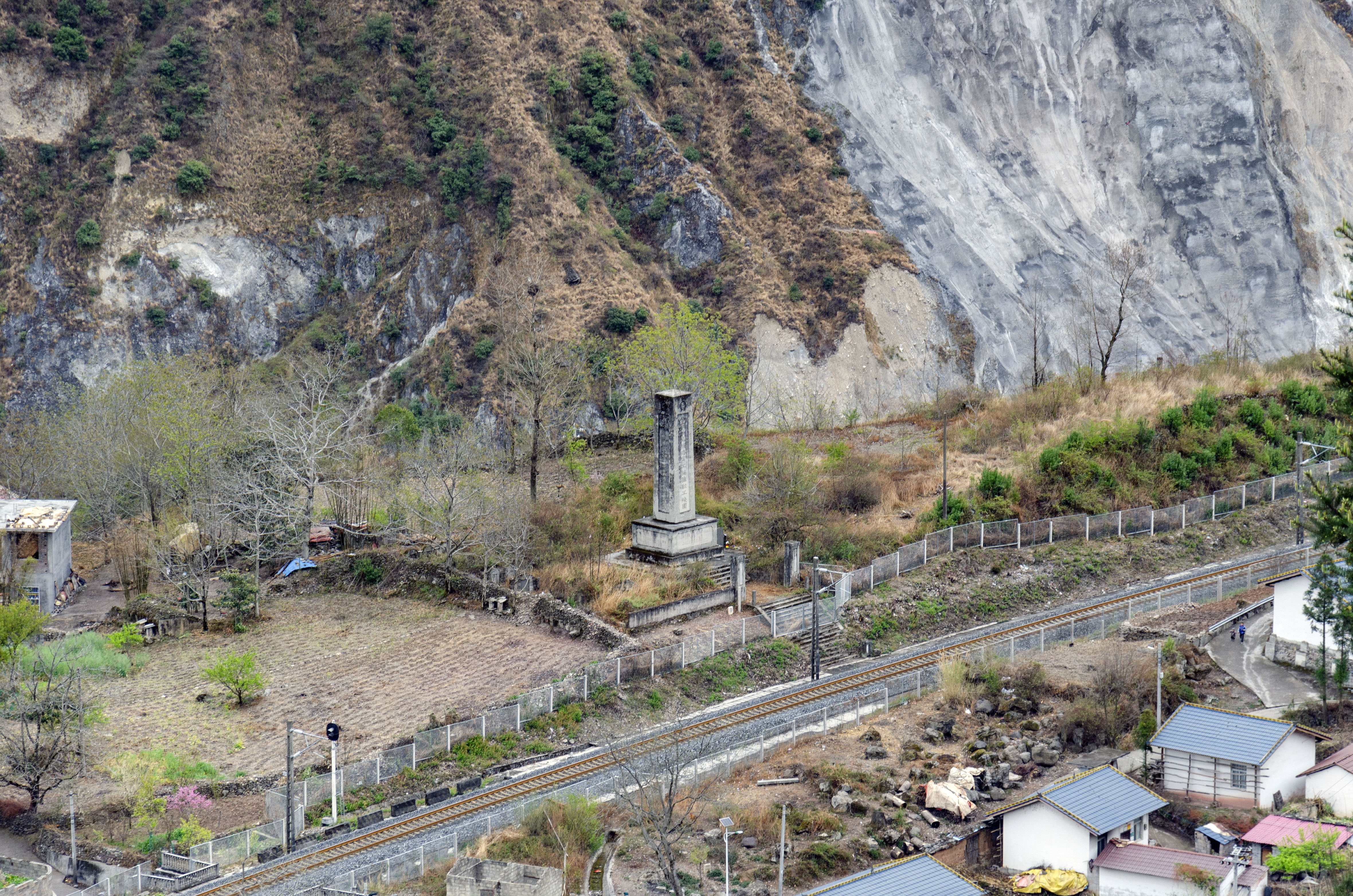
白石岩烈士陵园
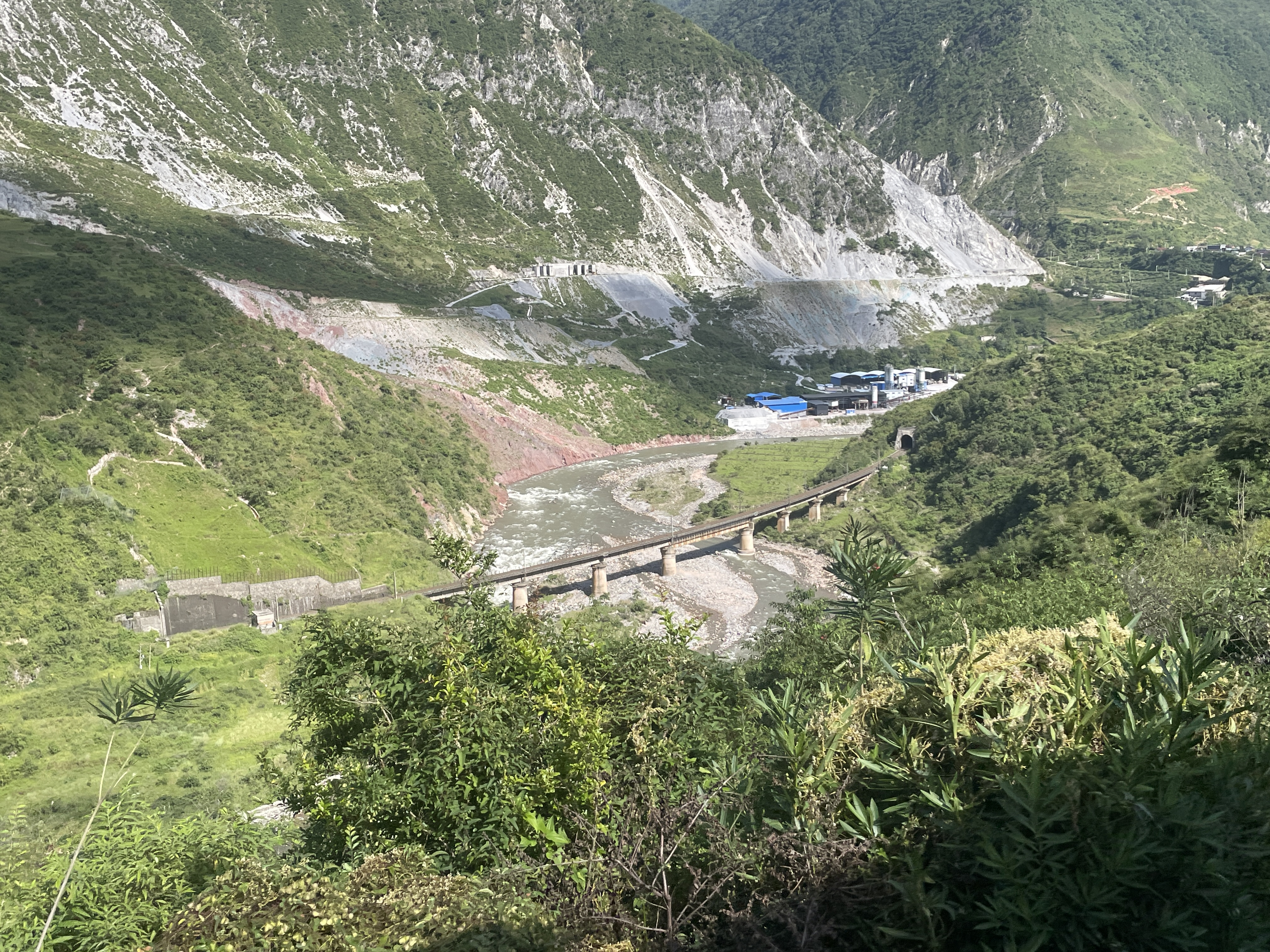
乃托展线下层跨尼日河

## 事故

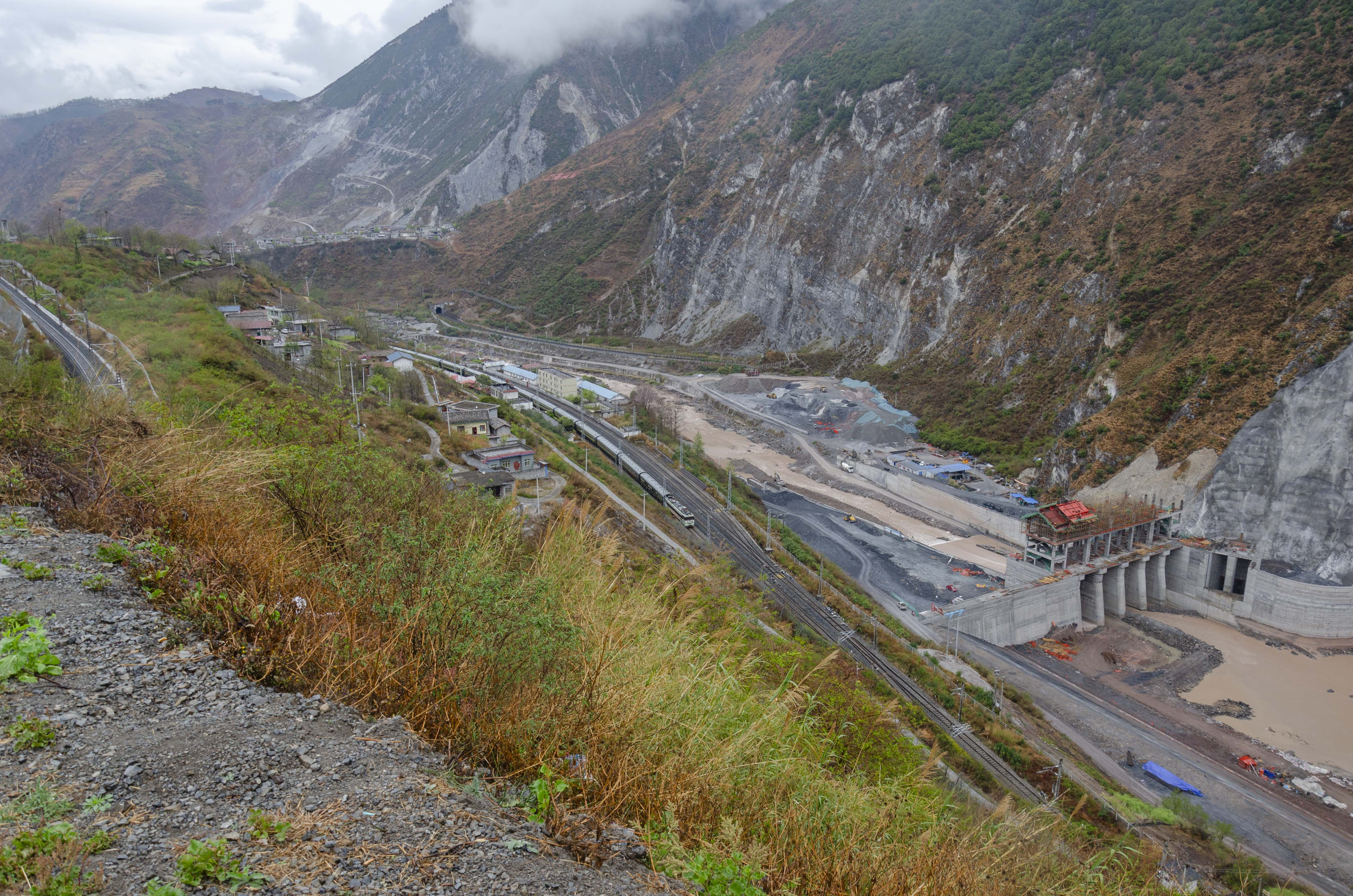
乃托展线下层的河岸线路曾于2011年因强降雨而被冲毁

2011年6月16日凌晨，成昆铁路白石岩至白果段K355区间因强降雨、沿牛日河的路基被洪水冲毁，轨排悬空200多米。事发线路经过1300余人、20余台大型机械设备抢修后，于6月20日恢复通车。